# Torneo de Mumbai 2024
El L&T Mumbai Open 2024 fue un torneo de tenis profesional en la categoría WTA 125s. Se trató de la 28 edición del torneo. Se llevó a cabo en Mumbai, India, entre el 5 de febrero al 11 de febrero de 2024 sobre en pista dura al aire libre.

## Cabezas de serie

### Individuales
| Tenista           | Ranking | Preclasificada |
| Kayla Day         | 92      | 1              |
| Nao Hibino        | 94      | 2              |
| Tamara Zidanšek   | 97      | 3              |
| Arina Rodionova   | 101     | 4              |
| Elizabeth Mandlik | 113     | 5              |
| Laura Pigossi     | 114     | 6              |
| Darja Semeņistaja | 120     | 7              |
| Kimberly Birrell  | 124     | 8              |

- Ranking del 29 de enero de 2024.

### Dobles
| Tenista                              | Ranking | Preclasificada |
| Angelica Moratelli Camilla Rosatello | 167     | 1              |
| Dalila Jakupović Sabrina Santamaria  | 183     | 2              |
| Julia Lohoff Conny Perrin            | 222     | 3              |
| Luksika Kumkhum Peangtarn Plipuech   | 248     | 4              |

## Campeonas

### Individuales femeninos
Darja Semenistaja venció a  Storm Hunter por 5–7, 7–6(6), 6–2

### Dobles femenino
Dalila Jakupović /  Sabrina Santamaria vencieron a  Arianne Hartono /  Prarthana Thombare por 6–4, 6–3